# Alfredo Piwonka
Alfredo Piwonka Gilabert (Osorno, 26 de diciembre de 1887-Santiago, 17 de marzo de 1942) fue un ingeniero agrónomo, agricultor y político chileno, miembro del Partido Radical (PR). Se desempeñó como diputado, senador, y como ministro de Estado durante el segundo gobierno del presidente liberal Arturo Alessandri.

## Familia y estudios
Nació en la comuna chilena de Osorno el 26 de diciembre de 1887, hijo de Ricardo Piwonka Richter y Sofía Gilabert Roselot. Su familia era propietaria de un molino industrial que le permitió acumular una fortuna, la que se expresó con la construcción del Palacio Piwonka en 1918. Al morir sus padres, junto a su hermano gemelo Alberto heredó la casona ubicada en el Barrio República en Santiago centro.
Realizó sus estudios primarios y secundarios en el Liceo de Aplicación, y los superiores en la Universidad de Chile, titulándose como ingeniero agrónomo. Se dedicó a su profesión y, entre otras actividades, a la agricultura, siendo propietario del molino "Cruz Roja", ubicado en San Fernando, además, explotó el fundo "Santa Adela", ubicado en la comuna de Teno.
Se casó con Elvira Moreno Fredes, con quien tuvo tres hijas llamadas Sofía, María Elvira —escritora y poeta, casada con el ingeniero agrónomo y político Humberto Aguirre Doolan, quien fuera sobrino del expresidente de la República Pedro Aguirre Cerda, siendo secretario general de Gobierno en su administración— y Julia.

## Carrera política
Militó en el Partido Radical (PR), desde 1930 hasta 1938. En las elecciones parlamentarias de 1921, fue elegido como diputado por Caupolicán, por el periodo legislativo 1921-1924. Luego, en las elecciones parlamentarias de 1925, fue elegido como senador por la Segunda Agrupación Provincial (correspondiente a las provincias de O’Higgins, Colchagua, y Curicó), por el periodo 1926-1930. En las elecciones parlamentarias de 1930, fue reelegido como senador por la misma zona, por el periodo 1930-1934; sin embargo no logró finalizar su periodo parlamentario debido a un golpe de Estado, el cual mediante un decreto disolvió el Congreso Nacional, el 6 de junio de 1932. Como senador integró las comisiones de Gobierno; Agricultura, Minería, Fomento Industrial y Colonización; y Policía Interior.
Se desempeñó como ministro de Fomento desde el 24 de diciembre de 1932 hasta el 8 de mayo de 1933; ministro del Interior desde el 8 de mayo de 1933 hasta el 19 de abril de 1934, ministro de Fomento (interino) entre los días 8 y 9 de mayo de 1933; ministro de Salubridad Pública desde el 8 de mayo de 1933 hasta el 19 de abril de 1934, y ministro del Trabajo (en calidad de subrogante) desde el 6 de octubre hasta el 8 de noviembre de 1933. Todos los cargos citados los ejerció durante la segunda presidencia del liberal Arturo Alessandri.
Fue miembro de la Delegación Universitaria en el Departamento de Copiapó y socio del Club de la Unión en 1922 y de la Sociedad Nacional de Agricultura (SNA).
Falleció en Santiago, el 17 de marzo de 1942.